# Batalla de Sagunto (75 a. C.)
La Batalla de Sagunto fue un enfrentamiento militar librado en el 75 a. C., entre las legiones de la República romana encabezadas por Cneo Pompeyo Magno y Quinto Cecilio Metelo Pío y los rebeldes populares liderados por Quinto Sertorio, en el contexto de la Guerra Sertoriana.

## Antecedentes
Después de las derrotas en Valentia y Itálica y de la retirada en Sucro, Sertorio utilizó su cervatillo blanco para levantar la moral de sus tropas; algunos de sus seguidores la habían capturado y él les pagó bien para que mantuvieran el secreto. Le dijo a sus hombres que era un regalo de la diosa Diana y que a través de él podía escuchar sus mensajes. Gracias a esto, recompuso a sus soldados y empezó a realizar una guerra de guerrillas para debilitar el avance de los optimates. Los romanos quedaron necesitados de suministros y decidieron atacar Sagunto, sin embargo, esto obligó a Sertorio a luchar, pues sus guerreros celtíberos o íberos se negaron a dejar que la urbe fuera saqueada.
Para entonces, el baluarte principal de Sertorio estaba en la Lusitania y el de los optimates en la costa mediterránea, cuyas ciudades empezaron a ser saqueadas por los rebeldes, debiendo traer suministros de la Galia Transalpina. El ejército de Pompeyo se componía originalmente de 5 a 6 legiones, pero una de sus legiones había sido exterminada en Laurón, y el de Metelo de 3 a 4 legiones, aunque muy desgastadas por años de combate.

## Batalla
La lucha comenzó al mediodía y se prolongó hasta bien entrada la noche. Sertorio primero enfrentó a Pompeyo, causándole numerosas bajas y haciéndole retroceder, mientras sus legados Perpenna e Hirtuleyo lucharon contra Metelo. Después de la caída de Hirtuleyo, Sertorio cambió de lugar con Perpenna y lanzó varios ataques ad hominem dirigidos personalmente contra Metelo con la intención de sacarlo de la batalla. Metelo se mantuvo firme y en el transcurso de la pelea fue herido por una lanza. Esto resultó ser un punto de inflexión en la batalla porque los hombres de Metelo contraatacaron en venganza y rechazaron a los íberos.

Vencía, por tanto, Sertorio, y con gran mortandad de los que se le oponían trataba de penetrar hasta Metelo, el cual, sosteniéndose y peleando alentadamente, fuera de lo que permitía su edad, fue herido de un bote de lanza. Los Romanos, que vieron el hecho, o llegaron a oírlo, se cubrieron de vergüenza de que pudiera decirse abandonaban a su general, y al mismo tiempo se encendieron en ira contra los enemigos. Protegiéronle, pues, con los escudos, y combatiendo esforzadamente, no sólo le retiraron, sino que rechazaron a los Españoles.

Metelo entonces decidió complacientemente descansar a sus tropas y acampar. Mientras tanto, Sertorio había reagrupado a sus hombres en una ciudad fortificada en las colinas, donde recibió muchos refuerzos, y por la noche lanzó un ataque inesperado contra el campamento de Metelo e intentó explotar su posición vulnerable asediándolo con una trinchera. Desafortunadamente para los sertorianos, Pompeyo y su ejército aparecieron y los obligaron a retirarse.

## Consecuencias
En el transcurso de la batalla, Pompeyo había perdido 6.000 hombres, mientras que Sertorio sólo había perdido 3.000, pero para compensar esto, Perpenna había perdido unos 5.000 soldados. Se desconocen las pérdidas de Metelo, pero también deben haber sido significativas. El cuñado de Pompeyo, Cayo Memio, y probablemente el segundo al mando de Sertorio, Lucio Hirtuleyo, murieron en el combate. Fue la última batalla campal de Sertorio, y probablemente una que no había querido en primer lugar. Sertorio ordenó a su ejército que se disolviera y se reuniera en el lugar que él designó. Luego se dirigió a la ciudad fortaleza de Clunia y se preparó para un asedio.
Al año siguiente, 74 a. C., llegaron dos legiones de refuerzo a los optimates, permitiendo a Metelo y Pompeyo lanzar una ofensiva sobre el valle del Hiber. Sertorio respondió avanzando contra ellos desde la Lusitania. En esos momentos, muchos soldados rebeldes empezaron a desertar y el caudillo fue brutal en sus castigos contra ellos. Además, se acrecentaron los problemas en las filas populares porque Sertorio favorecía más a los celtíberos que a los itálicos. En ese contexto, Pompeyo aprovechó para asediar Pallantia y la urbe se salvó solamente por la llegada del ejército rebelde, que forzó al procónsul a retirarse apresuradamente. Poco después, Sertorio atacó un campamento enemigo frente a Calagurris, dando muerte a 3.000 de ellos. Sin embargo, Metelo aprovechó esta distracción para tomar varias ciudades sertorianas y
Durante el año 73 a. C. no se libraron grandes batallas, habiendo solo escaramuzas. Hubo que esperar hasta el año siguiente para que la guerra se decidiera.

### Antigua
- Apiano. Libro I de Las guerras civiles. Parte de Historia Romana. Digitalizado por Perseus. Basado en traducción griego antiguo-inglés por Horace White, Londres: MacMillan & Co., 1899. Véase también versión digitalizada en UChicago. Basada en traducción de latín-inglés por Horace White, Loeb Classical Librery, 1913.
- Paulo Orosio. Historia contra los paganos. Traducción latín-inglés, introducción y notas por A. T. Fear, 2010, Liverpool University Press,  ISBN 9781846312397. Véase Libro V Archivado el 29 de mayo de 2020 en Wayback Machine..
- Plutarco. Vida de Sertorio, parte de Vidas paralelas. Versión digitalizada en UChicago, basada en traducción griego-inglés por Bernadotte Perrin, volumen VIII, edición Loeb Classical Library, 1919. Versión española en Imperium.
- Salustio. Historias. Libro II (fragmentos). Versión digitalizada en Attalus. Basada en traducción latín-inglés por J. C. Rolfe, 1921.
- Sexto Julio Frontino. Estratagemas. Libro II. Versión digitalizada en UChicago, basada en traducción latín-inglés por Charles E. Bennett, edición Loeb, 1925.
- Tito Livio. Periocas. Versión digitalizada en 2003 por Livius. Basada en The Latin Library corregida con la edición de Paul Jal, Budé-edition, 1984. Traducción latín-inglés por Jona Lendering & Andrew Smith. Es un índice y resumen de una edición del siglo IV de su obra Ab Urbe condita (hoy mayormente perdida).

### Moderna
- Brunt, P. A. (1971). Italian manpower, 225 B.C.-A.D. 14. Oxford University Press. En inglés.
- Matyszak, Philip (2013). Sertorius and the Struggle for Spain. Pen & Sword Military. En inglés. ISBN 9781848847873.
- Spann, Philip Owen (1987). Quintus Sertorius and the Legacy of Sulla. University of Arkansas Press. ISBN 9780938626640.

- Datos: Q9173528